# 城市及南倫敦鐵路

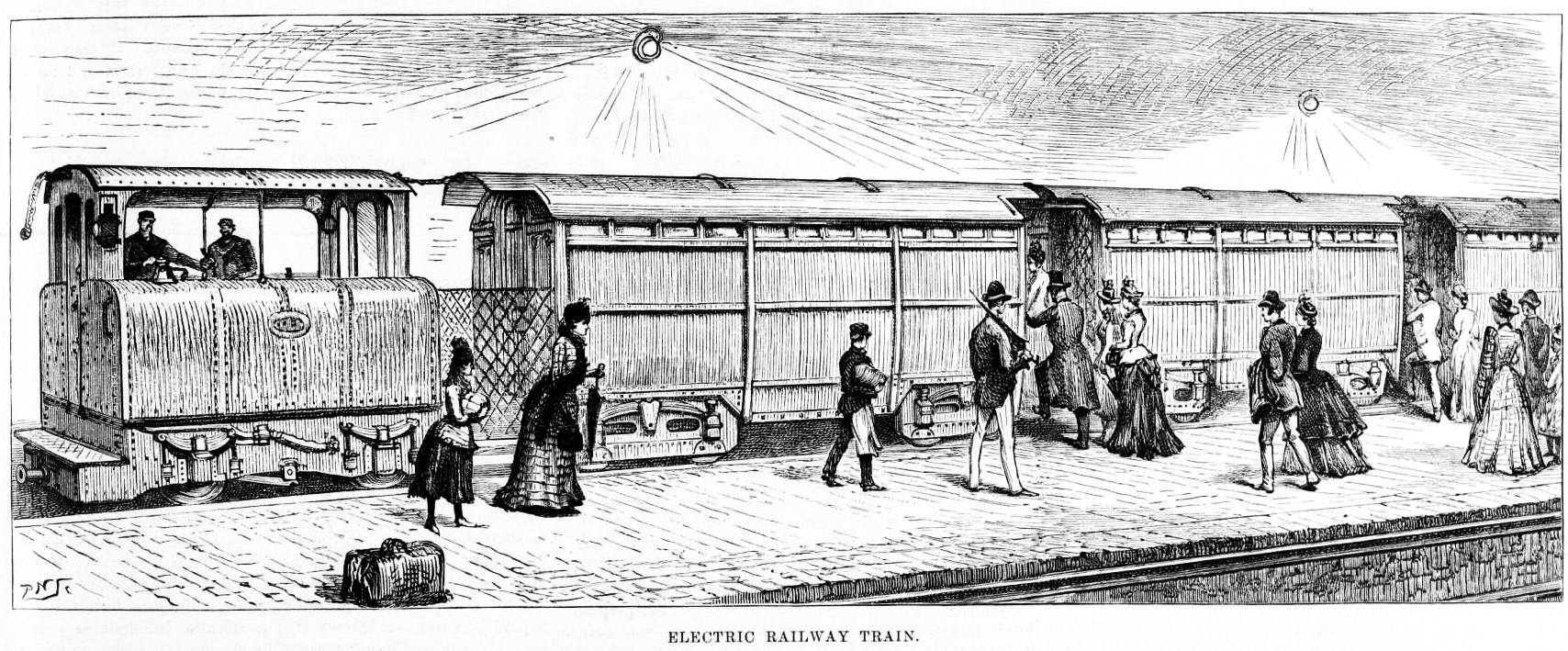
1890年间，一张绘有城市及南倫敦鐵路的图画，选自伦敦新闻画报

城市及南倫敦鐵路（英語：City and South London Railway）是世界上第一个於地底深層管道成功運作的地下鐵路，亦是首條使用电力牵引的主要铁路。其设计之初原定运行有轨纜车，由于缆索承包商在施工期间破产转而采用在当时看来颇具试验意味的电力机车牵引系统。
城市及南倫敦鐵路（以下簡稱城南鐵路）由同名公司興建及營運。於1890年开通时，城南鐵路设有六个站点，长达3.2英里（5.1公里），通过一對隧道连接伦敦城区和倫敦南部的斯托克韦尔，中途从泰晤士河底穿过。由於隧道的直径限制了火车的尺寸，近乎密閉的狹小车厢使其曾被民眾稱作软垫病室。
城南铁路曾於20世紀初多次向南北兩端延伸。1922-24年，城南鐵路進行了大規模的隧道擴闊工程，亦由尤斯頓向北延伸至康登鎮，於康登鎮與查令十字、尤斯頓及漢普斯特德鐵路接通。自此城南鐵路的列車可以直通運行至該鐵路。1926年9月26日，隨著南延摩登段完工通車，城南鐵路總长度达13.5英里（21.7公里），从伦敦北康登鎮至萨里郡的摩登共設22个車站，全線鐵路均是位於地底。
儘管當時鐵路的載客率甚高，低票價及鐵路延伸工程的龐大開支為營運鐵路的城南鐵路公司帶來財政壓力。1913年，城南鐵路公司成為倫敦地下電氣鐵路公司的子公司。1933年，城南鐵路公司與其母公司一同被公有化并统一管理，和伦敦其他的地下线路一起构成了伦敦地铁系统。
城南鐵路最初开通运营的段落，是今日伦敦地铁北線的銀行支線及肯寧頓站至摩登站的一段。

## 歷史

### 首通段
1883年11月，興建倫敦市及南華克地鐵（城南鐵路前身）的私人條例草案被呈交至國會審批。草案中的走線是由南倫敦南華克區的象堡，向北穿過泰晤士河底，並於倫敦市威廉王街設終點站。軌道將會鋪設於一對長達2.01公里、直徑為3.1米的隧道內。1884年7月28日，法案獲得御准，並成為倫敦市及南華克地鐵法1884。1886年工程展開。
1887年7月12日，一項把地鐵自象堡向南延伸至肯寧頓和斯托克韦尔的法案獲得御准，工程亦隨之展開。此段隧道全長2.82公里、直徑為3.2米。
由於隧道直徑較小、難以提供充足的通風系統，此鐵路不能採用蒸汽機車。因此，最初規劃採用的是纜車系統，纜索將會於隧道內以均速牽引列車 。列車到達車站時能夠與纜索分離，使纜索可以繼續前進，讓纜索上的其他列車能夠繼續移動。然而由於坡度問題，纜索系統需要分為威廉王街至象堡（纜索以16公里每小時移動）、象堡至斯托克韦尔兩部分（纜索以19公里每小時移動）。而隨著獲准興建的鐵路隧道長度愈來愈長，系統所需要的纜索長度亦隨之增加，這嚴重制約了系統的實用性。據悉與鐵路公司合作的纜索公司更因而破產。因此在展開隧道建設時，鐵路公司亦同時考慮採用其他可行系統。
1890年，倫敦市及南華克地鐵正式更名為城市及南倫敦鐵路，負責興建鐵路的公司亦更名為城市及南倫敦鐵路公司。
城南鐵路公司主席最終決定採用電氣機車，並由第三軌供電。城南鐵路因此成為世界首條使用電力牽引列車的主要鐵路。發電站和車廠則建於斯托克韋爾。由於車廠位於地面，維修人員初時需要將待維修的列車經由一坡道從地下軌道拖至地面。後來車廠安裝了升降機。實際上，列車和機車多數只有在大型維修時才會被送至地面。此外發電機的功率限制，車站初期均由煤氣燈照明。為了降低成本，城南鐵路隧道走線主要位於公共馬路下方（隧道沒穿過地面建築物下方，鐵路公司就毋須與建築物業主簽署購地合同）。
城南鐵路北段隧道由於需要下穿泰晤士河及倫敦市一帶狹窄的中世紀街道，威廉王街總站又相當接近河邊，過河後南北行隧道需以疊式設計排列，並以較大斜度爬升至總站。由於當初總站是以使用纜車系統來設計，南北行軌道於進入總站前就匯合為單一軌道。總站只有單一軌道，軌道兩側設側式月台。鐵路啟用後，此總站設計很快就引致電力機車的擠塞。因此，總站於1895年改建成島式月台設計，南北行軌道設於月台兩側。

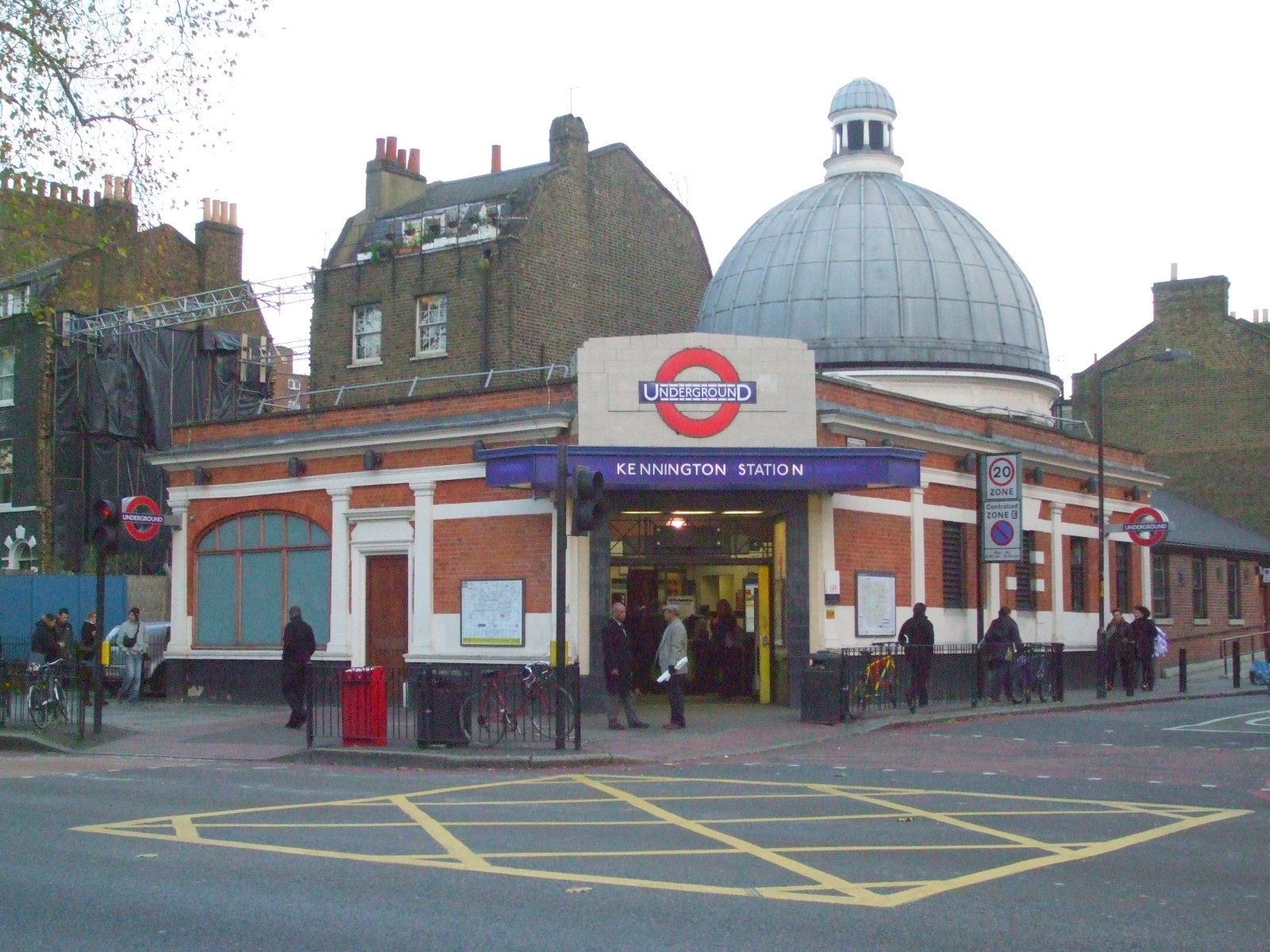
肯寧頓站是首階段6座車站中惟一保留原有車站建築的車站

城市及南倫敦鐵路首階段於1890年11月4日由威爾斯王子（後來的愛德華七世）舉行開幕典禮，他當時的演講如下：
…… 感謝您讓我有機會在場為鐵路揭幕，我毫不懷疑它將對社區的莫大功用，尤其是對這座偉大的大都市來說是一個巨大的福音。對於我們所有人來說，這絕對是一個需要深思熟慮的議題：這座城市的不斷增長，使交通方式越見困難。
這英格蘭第一條電氣化鐵路（註：英格蘭第一條電氣化鐵路實際上是1883年開通、於白禮頓的窄軌Volk's電氣鐵路），我希望，將有助於緩解存在於城市中的交通擁堵。遠道而來的商人將通過這種方式找到離開城市並享受鄉村新鮮空氣的簡便方法。鐵路對於不得不在不總是愉快的氣氛中工作一整天的工人來說也將是一種物質上的恩惠。因為這也能讓他呼吸到一點新鮮空氣。
從科學的角度來看，有兩條隧道是您一個很大的優勢。這與大都會鐵路的大隧道有很大不同，因為這裡沒有煙霧，但通風充足。您還有一個新系統，其中您取消所有票證。社區所有階級都必須以相同的票價旅行，只是兩便士的小數目，這非常簡單的安排就能節省大量時間和麻煩。
我對今天所看到的感到非常震驚，我肯定最大的功績歸功於那些設計這個計劃並把它做到如此完美的人……
同年12月18日鐵路正式向公眾開放。首階段設有6個車站：
- 威廉王街
- 自治市
- 象堡
- 肯寧頓
- 橢圓
- 斯托克韋爾

這段鐵路是倫敦最早的深層管道地下鐵路。

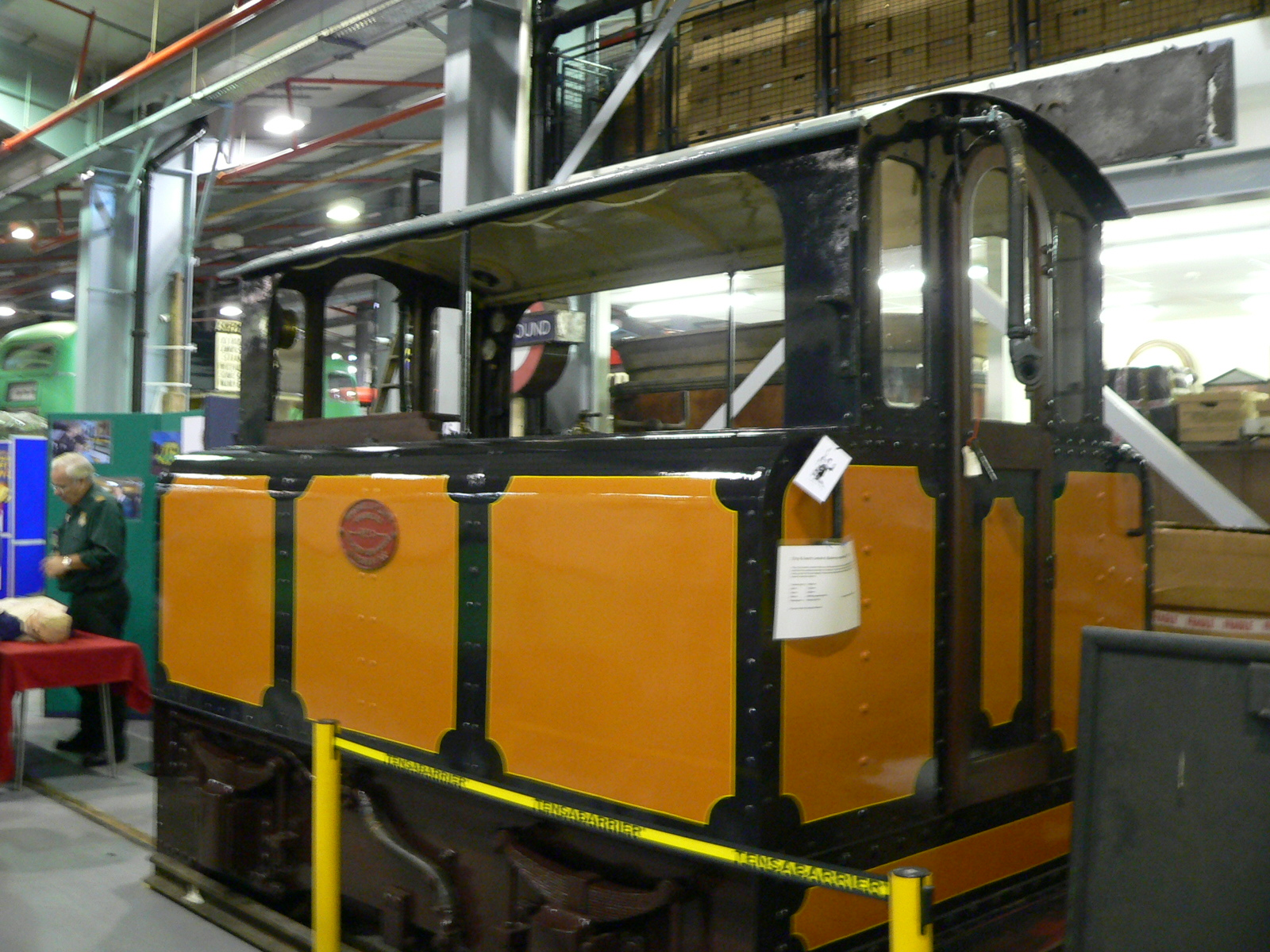
2005年時擺放於倫敦運輸博物館車庫的城市及南倫敦鐵路第十三號機車

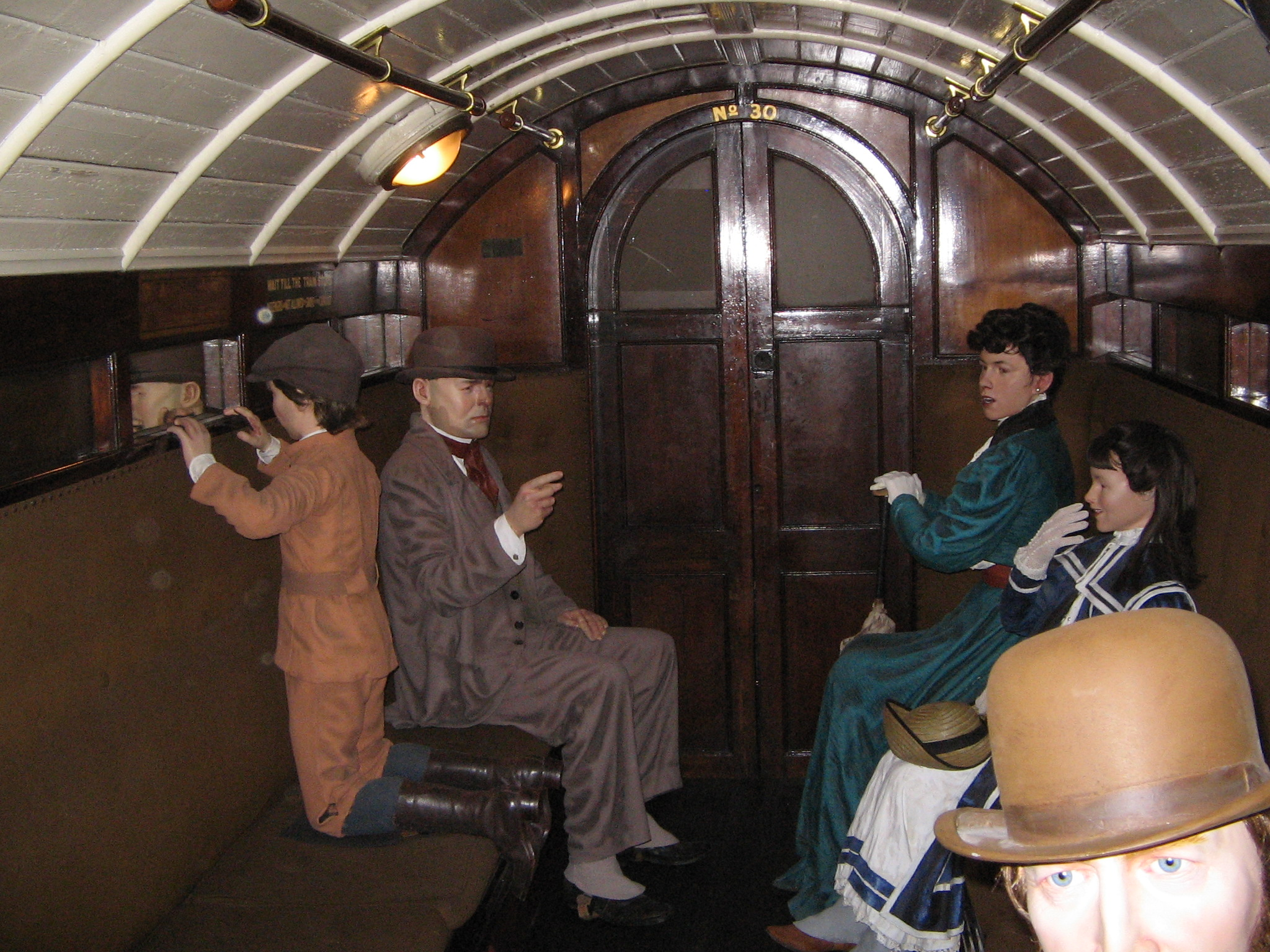
城市及南倫敦鐵路車廂內部，可見兩側車窗非常小

當時列車有3節車廂，每個車廂可容納32人。車廂兩側各設有一排長椅，車廂末端則設推拉門，門外有一平台供乘客上落。由於鐵路全段均位於地底，車廂外沒有風景可供觀賞，因此車廂兩側只有數隻窄小的窗。列車到站時，站務員會踏上平台，開啟閘口及向乘客宣佈該站名稱。車廂狹小及其近乎密閉的設計使其很快獲得了軟墊病室的昵稱。 。
城南鐵路公司當時並沒有像其他鐵路公司一樣出售紙本車票，初期車資劃一為兩仙英鎊。站務員會於車站閘口向乘客收取車資。儘管開通當時車廂狹小，又要面對巴士和電車的競爭，鐵路仍成功於1891年，即開通頭一年吸引達510萬人次乘搭。為了紓緩列車擠逼情況，鐵路公司增加了列車數目。

### 鐵路向南北延伸
1890年鐵路開通前夕，城南鐵路公司就已向國會呈交法案，以徵得國會批准興建一條自威廉王街至伊斯靈頓的新鐵路。由於威廉王街車站佈置惡劣，新鐵路不會直接連接到現有的運行隧道，新鐵路總站會以行人隧道連接威廉王街車站，乘客可以通過行人隧道在兩條線路之間進行換乘。該法案因新鐵路未能直通現有線路被國會否決。公司早已認識到威廉王街車站的缺陷，在開通初期，總站很快就成為樽頸，並導致列車擠塞。在線路開通僅一年後，公司就改為計劃建造一條新隧道以繞過有問題的鐵路北段，並在1891年11月向國會提交經修訂的法案。
計劃中自治市站以北會分岔出一條新隧道，改經倫敦橋並於該處設站，以方便乘客轉乘城際鐵路。然後，新隧道會於倫敦橋以東過河，並向北穿過倫敦市至天使。1893年8月24日，此計劃連同鐵路南延克拉珀姆的計劃一同獲得御准。

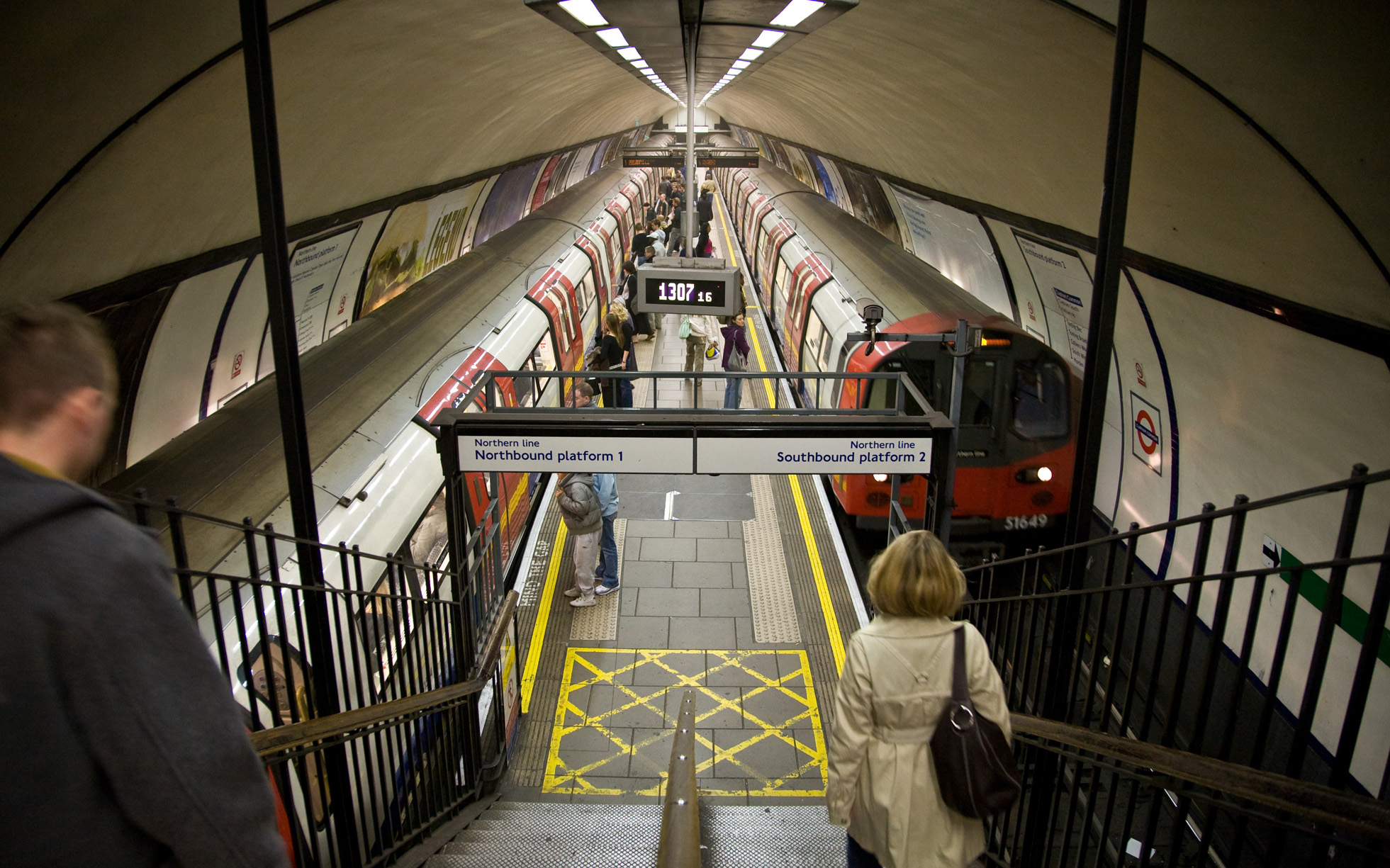
克拉珀姆公園站仍保留了1900年通車時的狹窄島式月台

1900年2月26日，繞過威廉王街車站的鐵路北延線通車，倫敦橋、銀行及沼澤門站（時稱沼澤門街站）啟用，威廉王街車站則永久關閉。南延克拉珀姆段則於1900年6月3日正午通車，設克拉珀姆路和克拉珀姆公園站。
1901年11月17日，北延線剩餘路段通車，老街、市路（已於1922年關閉）和天使站啟用。
儘管鐵路技術的創新和龐大的客運需求，城市及南倫敦鐵路公司的盈利能力並不是特別高，接二連三、旨在提高利潤的鐵路擴建工程更為公司財務帶來壓力。公司股息低且逐年下降（1898 年為 21⁄8%，1899 年為 17⁄8%，1900 年為 11⁄4%）。此外，鐵路延伸至沼澤門後，威廉王街站就被廢棄，因此公司亦被指責極度浪費。為了避開公司的聲譽問題並使其更容易籌集資金擴展鐵路，1900年11月，一家名義上獨立的公司伊斯靈頓和尤斯頓鐵路（I&ER，實際上此公司與城市及南倫敦鐵路公司有同一主席）向國會提交了鐵路北延尤斯頓的條例草案。北延案雖然於1901年獲批，但因為當時同期呈交國會的鐵路條例草案眾多，國會委員會無法趕及於1901年會期完結前審核草案，導致草案需要於1902年重新交予國會審批。1902年，由於憂慮鐵路北延會為大都會鐵路的國王十字至沼澤門客運服務帶來競爭，大都會鐵路公司於國會向北延案作出反對，草案因而未獲通過。1902年11月，城市及南倫敦鐵路公司親自向國會提交草案，最終於1903年獲國會批准。
得到國會批准後，北延尤斯頓段得以建造，並於1907年5月12日通車，設國王十字、尤斯頓兩站。

### 地下鐵路時代
1907年，倫敦的深層管道地下鐵路網絡已擴展至擁有7條線路、超過70個車站。這些地下鐵路除了要與大都會鐵路、區域鐵路（淺層管道）競爭，亦要與路面電車和公車競爭。許多情況下深層管道地下鐵路的實際客量較最初估算低，使營運這些鐵路的公司難以償還債務或支付股息予股東。為了改善此情況，三間營運深層管道地下鐵路的公司：城南鐵路公司、大北方及城市鐵路公司和倫敦地下電氣鐵路公司於1907年起制訂票務協議，並於1908年開始向外界宣傳旗下線路為地下鐵路（Underground）。
1912年，城南鐵路公司向國會提交法案，以徵得國會批准擴闊旗下鐵路管道的工程，使城南鐵路隧道直徑能夠與其他地下鐵路一致，讓公司得以使用更闊、更現代化的列車營運。與此同時，倫敦電氣鐵路公司（於1910年由倫敦地下電氣鐵路公司改組而成）亦提交法案，以徵得國會批准連接城南鐵路尤斯頓站和查令十字、尤斯頓及漢普斯特德鐵路（下簡稱查漢鐵路）康登鎮站的隧道工程。此兩項法案均於1913年獲國會通過。
1913年1月1日，城南鐵路公司成為倫敦地下電氣鐵路公司的子公司。

### 一戰後發展
1919年2月，隨著一戰結束，城南鐵路公司提交了一項新法案，其中包括延長 1913 年法案批准的隧道擴建工程許可時間。 1919年8月19日法案獲得通過，成為 1919年倫敦城市和南倫敦鐵路法。 1920年，根據戰時特殊規定，倫敦電氣鐵路公司獲准延期執行其1913年法案的工作。儘管進行工程的許可已經更新，但兩間鐵路公司並無籌集資金以展開工程。由於建築成本於一戰時大幅增加，工程所帶來的回報已不足以抵銷成本。
當政府推出1921年貿易設施法後，財政部能根據該法為公共工程提供貸款，作為緩解失業的一種手段。在政府支持下，兩間鐵路公司獲得資金並開始擴闊城南鐵路的隧道。
隧道通過從每個隧道環上移除幾個鑄鐵管片來擴大，挖掘管片後的空隙到所需的新直徑，並用額外的填料墊片重新安裝管片。1922年8月8日起，城南鐵路北段（尤斯頓至沼澤門）關閉。鐵路的其餘部分仍然開放，擴建工程在夜間進行。 1923年11月27日，一列火車撞到象堡站附近一未完成挖掘處的臨時支撐，導致部分隧道倒塌，大量泥土湧入隧道。 當日該段鐵路仍分為兩部分進行了短暫運營，但於翌日就完全關閉。 
城南鐵路尤斯頓至沼澤門路段於1924年4月20日重新開放，連接尤斯頓至康登鎮的新隧道亦同日落成。沼澤門 至克拉珀姆公園段則於同年12月1日重開。在擴建隧道的同時，車站也進行了現代化改造，站台更長，站台和通道牆壁採用了新的瓷磚花紋，地面建築物也有了新立面。一些車站還安裝了自動扶梯來取代原來的電梯。
工程正在進行時，城南鐵路公司在1922年提交了一份法案，其中包含將地下線路從克拉珀姆公園向南延伸，通過 巴勒姆和圖廳，最終抵達摩登。 從摩登開始，這條線路將在地面繼續通往南默頓站，並沿南部鐵路公司營運的溫布頓及薩頓鐵路通往薩頓。
該法案於1923年8月2日獲國會通過，成為 《1923年倫敦城市和南倫敦鐵路法》。由於南部鐵路公司反對城南鐵路接駁至南默頓站，最終城南鐵路公司把南延段終點站改為摩登，並於該設大型車廠。南延摩登段於 1926年9月13日通車，並設以下車站：
- 克拉珀姆南
- 巴勒姆 （此站於1926年12月6日開放[23]）
- 圖廳貝克 （時稱聖三一路[23]）
- 圖廳大道
- 科利爾斯伍德
- 南溫布頓
- 摩登

同樣在1926年9月13日，查漢鐵路查令十字站（現堤岸站）到肯寧頓站的隧道投入使用，肯寧頓站改造成擁有四個站台，這使城南鐵路進一步連接查漢鐵路。自此，兩條線路得以完全整合列車服務，並共同使用倫敦地鐵標準型列車。
儘管兩線名稱一直使用到1930年代，在地鐵地圖上，合併後的線路以單一顏色顯示。1930年代中期，此線路曾被稱為「埃奇韋爾、高門和摩登線」和「摩登-埃奇韋爾線」的名稱曾於作為線路名稱。1937年8月28日，北線被引入作為線路的正式名稱。

### 公司公有化
儘管城南鐵路進行了現代化改造，倫敦地鐵網絡的其他部分亦進行了其他改進（如查漢鐵路於1923-24年從格德斯綠地延伸至埃奇韋爾），地下鐵路仍難以獲得盈利。自1912年以來，地下鐵公司集團由於擁有高利潤的倫敦綜合巴士公司 (LGOC，1911年該公司股息就高達18厘)，該集團能夠通過匯集收入，利用巴士公司的利潤來補貼利潤較低的鐵路。然而，1920 年代初期，由於受到眾多小型巴士公司競爭，LGOC 的盈利能力逐年下降，並對整個集團的盈利能力產生了負面影響。
為了保護集團的收入，其董事總經理/主席阿什菲爾德勳爵遊說政府監管倫敦地區的交通服務。1920 年代，政府亦採取了一系列相對應的立法舉措。阿什菲爾德和工黨倫敦郡議員（後來的國會議員）赫伯特·莫里森（Herbert Morrison）站在了關於交通服務的監管水平和公共控制水平的辯論的前沿. 阿什菲爾德的目標是制定法規，保護現有集團免受競爭，並允許其對 LCC 的有軌電車系統進行實質性控制；莫里森則主張完全的公有制。 最終，1930年底一項成立倫敦客運委員會的法案獲得通過。倫敦客運委員會將實質控制地下鐵集團、大都會鐵路以及所有於倫敦客運區內運行的公共汽車和有軌電車服務。其董事會將以妥協形式組成——公有制，但不是完全國有化。最終倫敦客運委員會於 1933年7月1日成立。城南鐵路和其他地下鐵公司於同日被清盤。

## 後續影響
城南鐵路是使用深層管道鑽挖和電力牽引技術的先驅，證明了該兩項技術能被應用至建造地下鐵路。這奠定了倫敦以後建造的地下鐵路的形式。 城南鐵路示範了地下鐵路建造工程並不一定需要購買大片昂貴的土地作明挖回填，而且可以在不影響地表條件的情況下在地底深層建造隧道。因此，城南鐵路很大程度推動了倫敦的地下鐵路網絡建設 。深層管線地下鐵路（包括北線）所用隧道的尺寸和深度確實存在缺陷：隧道的載重規格有限，而且管道在夏季經常會出現過熱的情況。
在第二次世界大戰期間，自治市鎮至威廉王街車站之間的廢棄隧道被改建為防空洞，在威廉王街和泰晤士河以南的六個地點（計劃中的九個）設有避難所入口 。 在1960年代，廢棄的隧道成為倫敦橋站的通風輔助設施，倫敦橋街 9 號的所有入口酒吧都用混凝土填充。現在只能從三城堡大廈或倫敦橋的銀禧線部分進入隧道。 
城南鐵路原有的六座車站建築中大部分都在1920年代或近年的現代化工程中被重建或大幅度改造。只有肯寧頓站保留了原有車站建築的特色，包括其車站建築的外觀和電梯井上方的圓頂。